# Whitesboro (Nueva York)
Whitesboro es una villa ubicada en el condado de Oneida en el estado estadounidense de Nueva York. En el año 2000 tenía una población de 3.943 habitantes y una densidad poblacional de 1.419,1 personas por km².

## Geografía
Whitesboro se encuentra ubicada en las coordenadas 43°7′27″N 75°17′46″O / 43.12417, -75.29611.

## Demografía
Según la Oficina del Censo en 2000 los ingresos medios por hogar en la localidad eran de $31.947, y los ingresos medios por familia eran $42.741. Los hombres tenían unos ingresos medios de $29.408 frente a los $25.865 para las mujeres. La renta per cápita para la localidad era de $17.386. Alrededor del 29,408% de la población estaban por debajo del umbral de pobreza.